# Brevipalpus neohyptis
Brevipalpus neohyptis är en spindeldjursart som beskrevs av Baker, Tuttle och Abbatiello 1975. Brevipalpus neohyptis ingår i släktet Brevipalpus och familjen Tenuipalpidae. Inga underarter finns listade.